# Рыбушанское муниципальное образование
Рыбушанское муниципальное образование — упразднённое сельское поселение в Саратовском районе Саратовской области Российской Федерации.
Административный центр — село Рыбушка.

## История
Статус и границы сельского поселения установлены Законом Саратовской области от 29 декабря 2004 года № 113-ЗСО «О муниципальных образованиях, входящих в состав Саратовского муниципального района».
Законом Саратовской области от 02.04.2021 № 41-ЗСО, муниципальное образование к 15 апреля 2021 года упразднено, а входившие в его состав населённые пункты переданы в состав городского округа Саратова.

## Население
| 2010  | 2011  | 2012  | 2013  | 2014  | 2015  | 2016  |
| ----- | ----- | ----- | ----- | ----- | ----- | ----- |
| 2859  | ↘2856 | ↗2913 | ↘2864 | ↘2828 | ↘2792 | ↗2800 |
| 2017  | 2018  | 2019  | 2020  | 2021  |       |       |
| ↘2750 | ↘2715 | ↘2653 | ↘2635 | ↘2627 |       |       |

## Состав сельского поселения
| № | Населённый пункт                             | Тип населённого пункта       | Население |
| - | -------------------------------------------- | ---------------------------- | --------- |
| 1 | Быковка                                      | деревня                      | 42        |
| 2 | Красный Октябрь                              | посёлок                      | 14        |
| 3 | Малая Рыбка                                  | село                         | 0         |
| 4 | Махино                                       | деревня                      | 16        |
| 5 | Поповка                                      | село                         | ↗989      |
| 6 | Рыбушка                                      | село, административный центр | ↘1283     |
| 7 | Сбродовка                                    | деревня                      | ↗151      |
| 8 | Центральная усадьба совхоза «15 лет Октября» | посёлок                      | ↘364      |